# Aeroportul Internațional Bonriki
Aeroportul Internațional Bonriki (IATA: TRW, ICAO: NGTA) este un aeroport din Bonriki⁠(d), Teinainano Urban Council⁠(d), South Tarawa, Gilbert Islands⁠(d), Kiribati ce deservește zona Tarawa⁠(d). A fost deschis în decembrie 1943.
Situat la o altitudine de 3 m, aeroportul dispune de 1 pistă.

## Infrastructură

### Piste
Aeroportul dispune de o singură pistă. Pista 09/27 are suprafața de asfalt și dimensiunile 2.011 m × 45 m. 